# Aleiodes citriscutum
Aleiodes citriscutum är en stekelart som beskrevs av Fortier 2006. Aleiodes citriscutum ingår i släktet Aleiodes och familjen bracksteklar. Inga underarter finns listade i Catalogue of Life.